# Thanatus sibiricus
Thanatus sibiricus es una especie de araña cangrejo del género Thanatus, familia Philodromidae. Fue descrita científicamente por Kulczynski en 1901.

## Distribución
Esta especie se encuentra en Rusia (sur de Siberia).